# 丘咲エミリ
丘咲 エミリ（おかざき エミリ、1989年1月11日 - ）は、日本の実業家 タレント、モデル、アーティスト、元AV女優、神奈川県出身。
篠山紀信の写真プロデュースによって開始した5人組アイドル・ユニット「PINKEY」の元メンバーであり、元リーダーである。

## 略歴
- 2005年、ギャル雑誌『Ranzuki（ランズキ）』でモデルデビュー。
- 2011年、写真週刊誌『FLASH』記事に取り上げられる。『週刊大衆』2011年10月10日発売号の巻頭独占スクープ撮り下ろしにて初ヌードを公開。同年11月、芸能人レーベルMUTEKIよりAVデビュー。
- 2014年7月、セガのゲーム「龍が如く」のキャラクター出演をかけたセクシー女優人気投票にエントリー[2][3][4]。同年8月24日、ニコニコ生放送の「龍が如く特別番組～セクシー女優・男の出演者発表～」で結果発表。82,487票を見事に集め18位に、「龍が如く0 誓いの場所」への出演権を獲得した[5]。
- 2014年11月、kira☆kiraに移籍。EMIRI名義で黒ギャルとしてデビューした。
- 2016年11月、アイデアポケットから自身でプロデュースした作品を発売し、アダルト業界から引退した。
- 2017年に株式会社THE ONEを設立、起業。9月には、新宿歌舞伎町にてガールズバーラウンジEZgirlをプロデュース、開店。
- 2018年4月、THE ONEからコスメメーカーを立ち上げ、4月2日に第一弾商品として「Emaje（エマージェ）」を発売した。2019年11月には、プロデュース商品第二弾である二日酔い対策サプリ（Dope）を発売した。
- 2019年12月、子供の頃の自分の夢を叶えてあげたい！と発信し、アパレルブランドを立ち上げた。
- 2020年、多くの相談の声を受けた事をきっかけに、参加型マルチ共育サロン「シンクロニシティコミュニティ」を立ち上げた。
- 2020年1月、TOKYOMX公開収録のLiveで歌手としてソロデビュー。
- 2025年5月27日、Xにて妊娠とシングルマザーになることを発表[6][7]。

## 人物
- 所持資格は、色彩検定、ネイル検定2級、普通自動車運転免許。
- 幼少の頃から霊体験を経験し、霊感が鋭いため霊症に悩まされてきたことからレイキヒーリングの資格を取得した。
- 洋服が好きでファッションデザイナーの専門学校を卒業している。

## 作品

### デジタル写真集
- 密着ギャル〜エミリ「モデル級美女がネットリ」（2011年8月、GHV Entertainment）
- 快晴全開!白水着がまぶし過ぎ編（2011/10/26発売号、GHV Entertainment）
- つやつやお肌に美尻お披露目編（2011/11/02発売号、GHV Entertainment）
- 妄想コス〜エミリ「S級激カワGALが丸見え」（2011/11/02発売号、GHV Entertainment）

### CD
- 1st Single 「LOVE BEAT」【PINKEY】 BRW108 / シンコーミュージック・エンターテイメント（2012年）
- 2nd Single 「ドキドキDOCKIN」【PINKEY】 BRW108 / シンコーミュージック・エンターテイメント（2013年5月）
- 3rd Single 「Romanticが止まらない」【PINKEY】 BRW108 / シンコーミュージック・エンターテイメント（2014年2月）

### イメージDVD
- 月刊隆行通信 丘咲エミリ・初企画『自宅から美脚通信』（2012年1月11日、都内の本人自宅より）
- Emiri 究極アゲガール（2012年1月12日、REbecca(レベッカ)）
- ヌーディアン魂（2012年8月24日、ヌーディアン魂）
- 不思議なパラレルワールド Vol.2（2014年2月23日、INTEC Inc）

### アダルトビデオ【修正】
2011年
- BEAUTY GARL（2011年11月1日）MUTEKI

2012年
- First Impression（3月1日、アイデアポケット）
- 初顔射解禁×4本番（4月1日、アイデアポケット）
- エミリ先生の誘惑授業（5月1日、アイデアポケット）
- 丘咲エミリの濃厚な接吻とSEX（6月1日、アイデアポケット）
- 見つめ合って感じ合う情熱SEX（7月1日、アイデアポケット）
- 世界最高級ソープへようこそ（8月1日、アイデアポケット）
- 僕とエミリの甘〜い性活（9月1日、アイデアポケット）
- DIGITAL CHANNEL DC97（10月1日、アイデアポケット）
- 瞬殺!一撃バズーカ顔射（11月1日、アイデアポケット）
- IP PLATINUM GIRLS COLLECTION 2012（11月19日、アイデアポケット）
- いきなりSEX えっ?今ここでですか?（12月1日、アイデアポケット）

2013年
- アタッカーズ全面監修 夫の目の前で犯されて（1月1日、アイデアポケット）
- 秘密女捜査官〜淫罠に堕ちた美人エージェント〜 丘咲エミリ（2月19日、アイデアポケット）
- RISING丘咲SUN エミリのHな応援が日本男児の性欲を上昇させる8時間IDEAPOCKET BEST（3月1日、アイデアポケット）
- 感汁女 解放された性欲（4月1日、アイデアポケット）
- 国際指名手配犯 痴女三姉妹 〜これが私達の性義〜 冬月かえで 長谷川みく 丘咲エミリ（5月19日、アイデアポケット）
- SEX三昧6本番 （6月1日、アイデアポケット）
- 痴女属性のオンナたち 痴女盛りの極上美女たちが敏感チンポをしゃぶってしごいてハメ倒す射精必至の8時間（6月19日、アイデアポケット）
- 激ピストン エミリがイクまで腰振るのを止めない!（7月1日、アイデアポケット）
- 丘咲エミリが精子飲む（8月1日、アイデアポケット）
- 大乱交（9月19日、アイデアポケット）
- 犯された美人過ぎる女教師 丘咲エミリ（10月19日、アイデアポケット）
- うちの妻を犯して下さい 丘咲エミリ（11月19日、アイデアポケット）
- 美女のパイパンSEX 丘咲エミリ（12月19日、アイデアポケット）

2014年
- 生姦中出し（1月19日、アイデアポケット）
- 電撃移籍 4本番＋2コーナー大増量SPECIAL 丘咲エミリ（2月1日、MOODYZ）
- すぐにまたがる家庭教師 丘咲エミリ（3月1日、MOODYZ）
- パイパン×真性中出し 丘咲エミリ（4月1日、MOODYZ）
- 誘惑パンスト脚コキお姉さん 丘咲エミリ（5月1日、MOODYZ）
- 今日、あなたの上司に犯されました。丘咲エミリ（6月1日、MOODYZ）
- 陵辱の教典 高飛車女にブッかけろ 葉山めい,新山沙弥,丘咲エミリ（7月1日、ヒビノ）
- SOD star Channel 丘咲エミリ（8月7日、SODクリエイト）
- 女将校・アイアンレディ 〜屈辱の陵辱輪姦〜 丘咲エミリ,みづなれい（9月6日、ヒビノ）
- 超濃厚シロウトシャワー 丘咲エミリ （10月9日、SODクリエイト）
- 丘咲エミリ コンプリートBEST8時間（10月13日、MOODYZ）
- 日焼け黒ギャル専属デビュー 即ズボ青姦露出ナマ姦中出し EMIRI（11月19日、kira★kira）
- 日焼け黒ギャル逆痴漢 パイパン桃色オ○ンコで男を襲い強制中出し EMIRI（12月19日、kira★kira）

2015年
- W日焼け黒ギャルソープランド‐強制2連射！超高級2輪車中出し泡姫GALS- EMIRI.MAY（1月19日、kira★kira）
- レンタル痴女GAL日焼け黒ギャルと24時間同棲生活 EMIRI（2月19日、kira★kira）
- 黒ギャルEMIRIプロデュースkira★kiraチャンネル EMIRI（3月19日、kira★kira）
- 黒ギャルご奉仕ナース‐大量ぶっかけ連続ナマ中出し病棟 EMIRI（4月19日、kira★kira）
- 留年5年目のお姉黒ギャル女子高生‐生姦JK連続中出しハイスクール EMIRI（5月19日、kira★kira）
- 黒ギャル露出セクハラ1日店長‐アダルトDVDショップの売上倍増中出し計画 EMIRI（6月19日、kira★kira）
- 黒ギャル中出し温泉コンパニオン☆媚薬を飲まされオマ〇コくぱぁっ EMIRI（7月19日、kira★kira）
- 衣装!プレイ!中出しも！EMIRIのつぶやき指令で私をマジ好きにしていーよ EMIRI（8月19日、kira★kira）
- ギャルの弱☆点、子宮の入りぐちぃ EMIRI（9月19日、kira★kira）
- EMIRIスペシャル8時間‐高画質‐特別編 EMIRI（9月19日、kira★kira）

2016年
- 世界で一番活発なお尻 EMIRI（1月19日、kira★kira）
- ギャルシャッ!! 丘咲エミリ（2月5日、ワープエンタテインメント）
- クソギャル野外凌辱 丘咲エミリ（2月7日、山と空）
- 鬼フェラ地獄XXIX 丘咲エミリ.上原花恋（2月12日、ケイ・エム・プロデュース）
- 伝説のマッハ爺さんは実在した!～高速腰フリギャル丘咲エミリ対決編～（5月26日、ROCKET）

### アダルトビデオ【無修正】
2017年
- キャットウォーク ポイズン 152 無敵の無修正GIRL : 丘咲エミリ（1月12日、キャットウォーク）

## 出演

### 週刊誌・月刊誌
- 週刊大衆独占スクープ撮り下ろし（8ページ）-映画、ドラマ、CMで大活躍中!あの超絶人気ファッションモデルがついに脱いだ!カメラマン・斉木弘吉（2011年10月10日発売号ht）
- FLASH (写真週刊誌)・光文社-丘咲エミリ、スクープ!小悪魔agehaモデルのアゲアゲ全裸。カメラマン・斉木弘吉（2011年10月25日発売号）
- 週刊実話 巻中 （2011年11月3日特大号、日本ジャーナル出版）
- TENGU (テング) -MUTEKI デビューのインタビュー (2011年11月18日、ジーオーティー）
- 月刊DMM（ディーエムエム）巻末（2011年11月22日、ジーオーティー）
- FLASH (写真週刊誌)・光文社-芸能人の華麗な転身ヌード2011、カメラマン・斉木弘吉（2011年12月20日発売号）
- 実話ナックルズ・ミリオン出版 2011年12月号
- フライデー増刊号・あなたの愛し方、間違ってませんか?私が感じるセックス教えます。人気ヌードル4人。成瀬心美、横山美雪、藤浦めぐ。（2012年1月9日発売号）
- 週刊プレイボーイ・集英社 撮り下ろし－カメラマン・倉繁利（2012年2月6日発売号）
- ウォーB組・サン出版（2012年4月発売号）
- ベストビデオ スーパードキュメント 2012年4月号（三和出版）
- 週刊実話 2012年5月9日発売号（日本ジャーナル出版） 愛犬とのグラビア掲載
- ベストビデオ スーパードキュメント 2012年5月号（三和出版）
- ベストビデオ スーパードキュメント 2012年6月号（三和出版） 対談
- 実話大報 2012年7月号（ジーオーティー）表紙巻頭グラビア

### 雑誌
- Ranzuki（2005年 - 2007年）
- 小悪魔ageha（2007年 - 2009年） 専属モデル
- Fine - ショップ店員 ファッションチェック
- Men's SPIDER - タレント・モデル紹介コーナー（2011年7月発売号）
- Men's SPIDER - セクシーユニット「女郎蜘蛛」がイク!第1幕わんこそばの巻（2011年9月発売号）
- Men's SPIDER - セクシーユニット「女郎蜘蛛」がイク!第2幕女装カフェに突撃取材!（2011年12月発売号）
- カーラグジュアリー&カーカスタム専門誌「J-LUG（ジェイラグ）」2011年10月号
- アウトローファッション雑誌【 SOULjapan (ソウルジャパン) 】 -ファッションブランド「SLANGY QUEENS」専属契約（2011年10月号）
- VIBES / バイブズ 【ハーレーダビッドソン バイカーズマガジン】2012年1月号
- Men's JOKER（メンズジョーカー）・KKベストセラーズ2012年1月号
- Bj(ビージェーン)巻中グラビア 2012年1月号
- Kotaku海外雑誌・海外からのインタビュー 2012年1月
- THE ONE（ザ・ワン）アウトローファッション雑誌（2012年5月号、笠倉出版社）
- 411（フォーダブルワン）（2012年6月号、三栄書房）
- Samurai ELO（サムライイーエルオー）（2012年6月号、インフォレスト）
- 「バイキチ」 表紙/巻中グラビア （2013年6月号、株式会社イージー・パブリッシング）
- Samurai ELO（サムライイーエルオー）（2013年6月号、インフォレスト）
- HIM（エイチアイエム）表紙/巻中グラビア 〜THE ART of MAKE UP〜丘咲 愛米莉（2013年9月）[8]

### 通販モデル
- ファッションブランド「ANAP（アナップ）」
- ヘアカタログ モデル
- 渋谷109
- 横浜ホットペッパー（Hot Pepper）
- 小悪魔ageha・BLENDA ダイエットサプリメント広告（2011年、年間掲載）
- メンズファッションサイト「Cluster」

### テレビ

#### ドラマ
- 美咲ナンバーワン!! (2011年、日本テレビ) - クラブホステス役 レギュラー
- LOVE理論 第10話（2015年6月15日、テレビ東京）

#### バラエティ
- ザ・ショッピングタイム おぐねーの美活Selection （2011年2月、テレビ朝日）
- 1分間の深イイ話（2011年6月27日、日本テレビ) - チュートリアル・福田充徳の彼女役、ナオト・インティライミの憧れた歯科助手役。
- 志村&鶴瓶のあぶない交遊録（2012年1月2日、テレビ朝日）- バニーガール役
- あさだち テレビ（2012年1月2日 - 、スカパー! 371ch）- MCレギュラー
- おとなのびっくりは〜いすくーる（2012年1月、日本海テレビ) - MC パッション屋良・栗山夢衣 - マンスリーゲスト
- おとなの子守唄（2012年8月、サンテレビ) - ゲスト
- イメパラ MONDO TV （2012年9月、スカパー!）司会Rio みひろ - ゲスト星美りか
- ランク王国（2013年5月4日、TBSテレビ） - ゲスト出演
- 白黒アンジャッシュ （2013年7月、チバテレビ）- PINKEYのメンバーとしてゲスト出演

### グラビア
- 「ダイナマイトチャンネル」（2011年6月1日、丘咲エミリ名義）
- 「女体暦」（2011年6月）
- 「制服図鑑」（2011年6月19日、スマートフォン対応動画）
- 「Oh!グラビアMAX」（2011年6月24日、携帯動画）
- 「月刊」シリーズ」「月刊アクトレス」新潮社（2011年6月30日）
- 「隆行通信（美脚グラビア」（2011年7月7日、ダウンロード販売）
- 婚活サイト「ピュアアイ」（2011年8月）
- 「パジャグラ」パジャマ・下着 ランジェリー、デジタルグラビア（2011年9月16日、浅草マルベル堂）
- 美少女ヌードグラビア「GRAPHIS」（2011年12月2日）
- 「デジグラ」着エロ（2012年2月、イメージボックス）
- 「ラヴポップ」着エロ（2012年4月、イメージボックス）

### Vシネマ
- ダンプガール優子（2012年9月、監督：躰中洋蔵、mermaid） 主演 優子役
- 3千万で落札された女（2012年12月、監督：遲塚孝一、シネマファスト）共演:大城かえでほか※主演

### CM
- JALとサマンサタバサのコラボ企画（2011年）

### ラウンドガール
- JKB48（J-NET KICKBOXING GIRLS）ユニット育成プロジェクト・公開オーディション総選挙・最終選考（2011年9月18日）

### イベント
- アトム (クラブ)（2011年4月21日）ギャルズ・ファッションショー

- ファッション雑誌JJ企画 おしゃPガールズ in 夏サカス、司会 インパルス・堤下敦（2011年8月6日、赤坂サカス）
- SOUL JAPAN NIGHT「SLANGY  QUEENS」モデルゲスト出演（2011年10月9日、club axxcis）

- 東京オートサロン（2012年1月13日）
- サマーソニックサマソニ2012〜ガールズガード〜 トークショーゲスト出演（2012年）
- アジアアダルトエキスポ2012PINKEメンバーとしてゲスト出演（2012年）
- タワーレコード（タワレコ渋谷店）PINKEYセカンドシングル発売記念ライブ（2013年5月）
- サマーソニックサマソニ2013〜ガールズガード〜トークショーゲスト出演（2013年）
- OTODAM 2013 音霊OTODAMA SEA STUDIO 〜夏の終わりは君と逗子で〜PINKEY出演（2013年）

### iTunesアプリケーション
- 生キスコレクション vol.3 丘咲エミリ - OLバージョン（iTunes Store）（2012年01月18日）開発 ADandD Co., Ltd.
- 生キスコレクション vol.4 丘咲エミリ - 彼女バージョン（iTunes Store）（2012年01月18日）開発 ADandD Co., Ltd.

### 映画
- 怪物くん（2011年、東宝）
- L or R - 短編映画 初主演（2011年4月15日）
- AI〜ある彼女の世界征服（2011年5月）籠谷和樹、小泉麻耶、こままりえ、しのだやよいほか
- 第三病棟の鬼（2011年11月12日、監督；かわさきひろゆき、オカシネマ）
- エターナル・マリア（2015年8月6日公開、監督：阪本武仁）葵マリア役・主演

### 撮影会
- 秋葉原アイドル撮影会「アキスタ」（2011年2月23日）
- ダンス撮影会「B-selection」（2011年4月23日）） ソーシャルニュース Ceron.jp［セロン］
- 月刊隆行通信「レースクイーン撮影会」（2011年5月29日）
- 北海道 水着魂!（ゼットカメラ）（2011年7月17日）
- 「丘咲エミリ」ダンス撮影会「B-selection」（2011年8月26日）
- レースクイーン&グラビアモデル撮影会「クロードモデル」（2011年9月4日）
- レースクイーン&グラビアモデル撮影会「クロードモデル」（追加特別枠、2011年9月23日）
- 「Fettiah 撮影会」ダイナマイトチャンネル・月刊隆行通信・クロード 共同企画（2011年9月25日）

### ネット配信番組
- 丘咲エミリのおかえみり放送＾＾♪（FC2ライブチャット）
- 一色亜莉沙のぶっこみハイスクール! ゲスト出演（2011年11月16日）
- インターネットテレビ あっ!とおどろく放送局「見たい!出たい!作りたい!」MarryDollほか（2011年11月19日）
- ニコニコ生放送:DMM.com  presents 「みんなのおもちゃ」生徒役（2012年2月）

### チャリティ
- セクシー業界からの震災チャリティ、共催・高須基仁（モッツ出版）（2011年3月28日、六本木ジェイル）

### その他
- 舞台「手紙」
- ブライダル ファッションショー
- 東京スポーツ「男セン」（2011年11月3日）
- 日刊スポーツ（2012年2月28日）

## 書籍

### 写真集
- CHANCE（2011年10月12日、双葉社、撮影：斉木弘吉）ISBN 978-4575303629

## ゲーム

### PlayStation 4・PlayStation 3
- 龍が如く0 誓いの場所（2015年3月12日、セガ）マッハボウル店員・エミリ役